# Leucospis latifrons
Leucospis latifrons är en stekelart som beskrevs av August Schletterer 1890. Leucospis latifrons ingår i släktet Leucospis och familjen Leucospidae. Inga underarter finns listade i Catalogue of Life.